# Автошлях Т 2602
Автошля́х Т 2602 — автомобільний шлях територіального значення у Чернівецькій області. Пролягає територією Чернівецького району через Чернівці — Заставну до перетину з E85. Загальна довжина — 26,8 км.

## Маршрут
Автошлях проходить через такі населені пункти:
| Автошлях Т 2602     |                    |
| Чернівецька область |                    |
| Чернівецький район  |                    |
| Чернівці            | E85М19Н10Р62Т 2601 |
| Шубранець           |                    |
| Малий Кучурів       |                    |
| Вербівці            |                    |
| Юрківці             |                    |
| Заставна            | Т 2622Т 2623       |
|                     | E85М19             |